# لويس أنخيل كابريرا
لويس أنخيل كابريرا (بالإسبانية: Luís Machado) (مواليد 20 مايو 1995) هو ملاكم فنزويلي، مثّل بلاده في الألعاب الأولمبية الصيفية 2016.

## روابط خارجية
لويس أنخيل كابريرا على موقع اللجنة الأولمبية الدولية (الإنجليزية)
- لويس أنخيل كابريرا على موقع أوليمبيديا (الإنجليزية)